# قيد (صقارة)

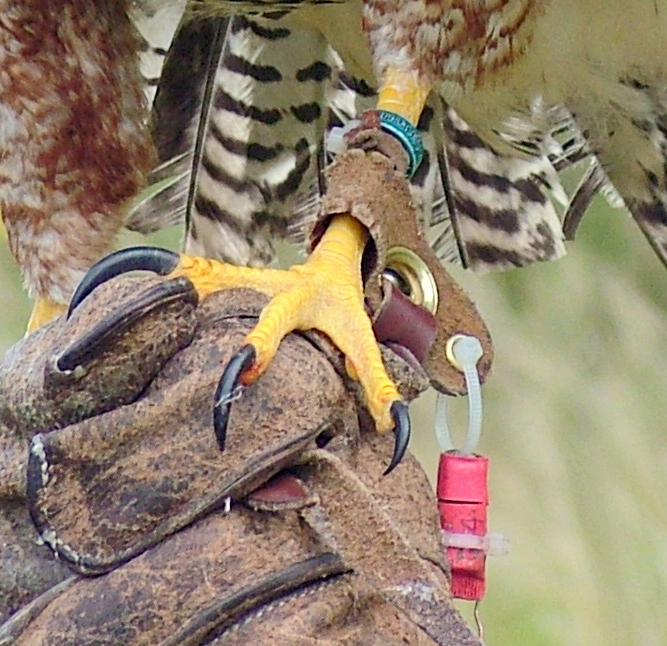
صقر مقيد.

القيد أو السِباق هو شريط رقيق مصنوع تقليدياً من الجلد، ويستخدم بالصقارة لربط رجل البازي أو الصقر. تسمح القيود للصقّار بالسيطرة على الطائر أثناء وجوده على القفاز أو أثناء التدريب، وتحمي الطائر المتواجد على مجثم خارج قفصه.

## طالع أيضًا
- منقلة (قفاز)